# 歌川芳房 (文政年間)
歌川 芳房（うたがわ よしふさ、生没年不詳）とは、江戸時代の浮世絵師。

## 来歴
歌川国芳の門人。歌川の画姓を称し作画期は文政の頃とされる。文政11年（1828年）建立の豊国先生瘞筆之碑に、「国芳社中」として「芳房」の名が見えるが、作や経歴については不明。なお同じ国芳門下の通称大次郎も芳房（一宝斎）を称しているが、この大次郎は天保8年（1837年）の生れなので、瘞筆之碑に記される芳房とは別人である。